# Doktor pedagogiky
Doktor pedagogiky (z lat. paedagogiae doctor, ve zkratce PaedDr. před jménem) je akademický titul, který je udělován absolventům pedagogických oborů ve studijním plánu učitelství. Udělován je na základě absolvování dodatečné rigorózní zkoušky, jejíž součástí je i obhajoba rigorózní práce. V Česku tento titul v současné době udělován není, v tehdejším Československu byl udílen absolventům pedagogických fakult a fakult tělesné výchovy a sportu. Uděluje se však nadále na Slovensku v oblasti konkrétního oboru pedagogických věd, a to nejen na pedagogických fakultách univerzit, ale i na filozofických a přírodovědných. Podmínky pro jeho dosažení jsou však oproti období ČSSR značně ztíženy, protože jej nelze získat pouhým složením zkoušky či uznáním diplomové práce, ale až po obhajobě zcela nové závěrečné práce a po zkoušce z pedagogiky a pedagogické psychologie včetně oborové didaktiky. Součástí této práce musí být i realizovaný pedagogický výzkum a práce nesmí být totožná s prací magisterskou; na Slovensku tak vysokoškolský zákon uvádí, že se PaedDr. uděluje v učitelských studijních programech a tělovýchovných studijních programech, po tomto dodatečném řízení, přičemž nejprve je nutné získat titul magistr (Mgr.).
Formální kvalifikace PaedDr. však na Slovensku (ani v Česku) není výsledkem posledního stupně vysokoškolské soustavy – doktorského studia (8 v ISCED, doktorský stupeň). V Česku se tak v současnosti řadí PaedDr. (stejně tak jako PhDr.) po stránce formální kvalifikace na stejnou úroveň jako Mgr., tedy na magisterský stupeň vysokoškolského vzdělání (7 v ISCED).

## Zápis
Doktoráty pedagogiky, stejně jako ostatní, jsou platné jak v Česku, tak i na Slovensku (díky mezinárodní smlouvě mezi těmito zeměmi není třeba podstupovat tzv. nostrifikaci). Platí pro ně i stejný zápis: titul se případně píše před jménem a od jména se odděluje mezerou, např. PaedDr. Jan Novák. Někdy se zkracuje na „dr.“, popř. na začátku větného celku event. na „Dr.“ (např. Na Univerzitě Karlově vystudoval dr. Jan Novák. / Dr. Jan Novák studoval na Univerzitě Karlově.)

## Historie
Vznik titulu souvisí se vznikem pedagogických fakult po roce 1945 v tehdejším Československu. Tehdy byl ještě uváděn ve zkratce Dr. paed. a získal jej ten absolvent pedagogické fakulty vysoké školy, který složil státní zkoušku učitelské způsobilosti, obhájil disertaci a vykonal přísné zkoušky doktorské (rigorosa). V letech 1966–1980 byl nahrazen titulem doktora filosofie (PhDr.), opětovně byl titul zaveden v letech 1980–1990, kdy se již skládala jen ústní rigorózní zkouška (ve zkratce „PaedDr.“, nikoliv „PaeDr.“, což je chybný zápis, který byl později opraven jakožto tisková chyba).
V Česku po revoluci, zákonem z roku 1990, přestal být tento titul udělován – udělován byl tak v uvedené oblasti pouze magistr (ve zkratce Mgr.). Od roku 1998 vysokoškolský zákon stanoví, že titul doktora filozofie (PhDr.) se uděluje v oblasti společenských, humanitních a rovněž také i pedagogických věd.